# 고보덕

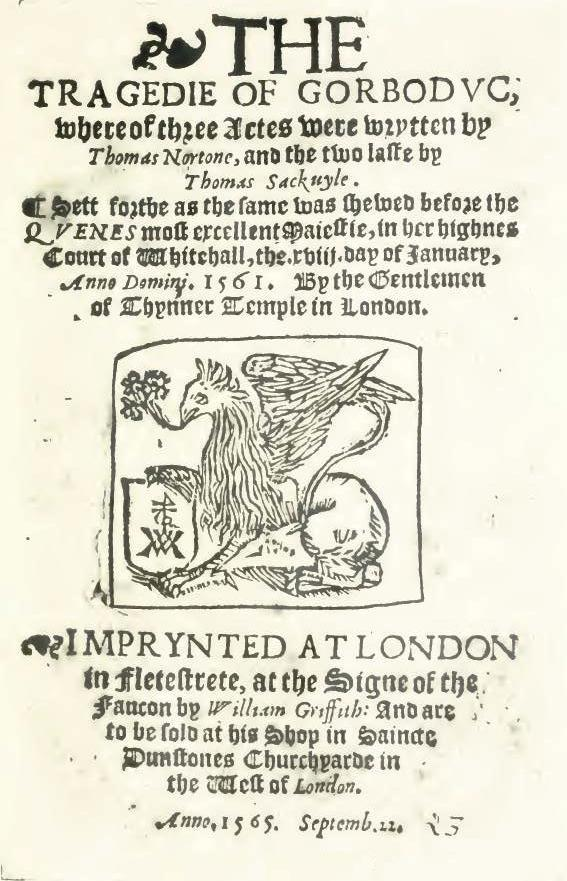
초판 표지

고보덕(Gorboduc, Ferrex and Porrex, The Tragedie of Gorboduc)은 영국의 1561년 희곡이다. 1561년 처음 공연되었으며 1561년 1월 18일 여왕 엘리자베스 1세 앞에서 화이트홀궁에서 공연되었다. 저자는 이너 템플 법학원의 두 재사 토머스 노턴, 토머스 색빌이며 각각 처음 3막, 마지막 2막을 맡았다. 크리스마스 축제 때 공연할 목적으로 ≪브리타니아 열왕사≫에서 소재를 가져다 비극 ＜고보덕＞을 완성했다. 고보덕 왕은 선양을 통해 두 아들에게 평화롭게 권력을 넘겨주고자 한다. 그러나 왕의 의도와 달리 형제는 권력을 독점하려는 야욕에 사로잡히고 형제의 갈등은 왕가 전체의 몰락을 초래할 끔찍한 비극의 씨앗이 된다. 토머스 노턴과 토머스 색빌은 ≪브리타니아 열왕사≫에 등장하는 고보덕 왕가의 이야기를 크리스마스 축제 때 상연할 드라마로 각색했다. 고대 영국 왕가의 비극적인 역사가 흥미진진하게 전개된다.
형제간의 왕권 다툼, 백성들의 봉기, 유력 귀족의 반란으로 이어지는 고보덕 왕가의 몰락 과정을 보여 주며 전제군주제의 대안으로 의회를 제시한 급진적인 작품이었다. 정치적·종교적 공세 속에서 우여곡절을 겪고 왕좌를 차지한 엘리자베스 여왕이 한동안 정치 드라마의 무대 상연을 엄격히 금하던 때에 이런 작품을 무대에 올린다는 건 상상도 할 수 없는 일이었다. 하지만 공연은 대성공이었고, 이듬해 웨스트민스터의 화이트홀궁에서 엘리자베스 여왕이 직관하는 가운데 공연되는 영광을 누렸다.
성공 요인 중 하나는 영국민 누구나 좋아하는 역사적 소재를 취한 것이었다. 야사, 비사, 정사를 구분하지 않고 역사로 받아들이던 당시 영국민에게 ≪브리타니아 열왕사≫ 내용은 매우 친숙하면서도 흥미로웠다. 특히 고보덕은 쿠네닥의 6대손으로, 유명한 리어 왕의 후손이었다. 윌리엄 셰익스피어의 비극을 통해 우리에게도 잘 알려진 것처럼, 리어 왕에겐 세 딸이 있었다. 쿠네닥은 그중 차녀 리건의 자식이었으며, 리어 왕의 셋째 딸이자 뒤에 왕위 계승자가 되는 코델리어에겐 조카인 셈이었다. 쿠네닥은 이모 코델리어를 축출하고 왕위에 올라 이후 33년간 홀로 영국을 다스렸다. 고보덕은 이처럼 갈등과 피로 얼룩진 왕좌를 평화롭게 두 아들에게 넘겨주고자 선양과 분할 통치라는 두 가지 파격을 시도했다. 하지만 이는 왕가의 몰락을 초래하는 비극의 씨앗이 되고 만다. 초연이 크리스마스 축제의 일환이었던 것 또한 작품의 성공에 한몫했다. 이너 템플, 즉 법학원의 자치 행사로 기획된 크리스마스 축제에는 소수의 유력 인사들만이 초대되었기 때문에 정치적으로 논쟁적인 이 작품이 제재 없이 무대에 오를 수 있었다. 초연의 성공에 힘입어 ＜고보덕＞은 이듬해 엘리자베스 여왕 앞에서 공연할 기회를 얻는다. 웨스트민스터의 화이트홀궁에서의 이 공연도 매우 성공적이었다.
그러나 두 저자가 작품의 정식 출판은 염두에 두지 않았기 때문에 두 번의 성공적인 공연 이후 그 대본은 영영 묻힐 뻔했다. 한 출판업자가 이를 되살려 해적판으로 출간했고, 이후 정본을 주장하는 여러 편집본들이 연이어 출간되면서 ＜고보덕＞은 현대 독자에게 온전한 모습으로 전해질 수 있었다. 무운시 형식을 본격적으로 도입한 최초의 드라마이자 고대 그리스 비극, 로마극의 영향은 물론 이탈리아에서 시작된 르네상스의 영향이 두루 엿보이는 읽는 희곡, 즉 서재극으로 ＜고보덕＞은 문학사적으로도 중요한 위치를 차지한다.